# Massenbachhausen
Massenbachhausen er en kommune i Landkreis Heilbronn i Baden-Württemberg. Den hører til Region Heilbronn-Franken (indtil 20. maj 2003 Region Franken) og til udkanten af den europæiske Metropolregion Stuttgart.

## Geografi

### Geografisk beliggenhed
Massenbachhausen ligger i den vestlige del af Heilbronn-landkreisen ved Massenbach, en biflod til Lein, som igen løber ud i Neckar. Den hører til randzonen i Stuttgart Metropolitan Region.